# The Marriages Between Zones Three, Four and Five
The Marriages Between Zones Three, Four and Five est un opéra en deux actes pour solistes, chœur et orchestre, composé en 1997 par Philip Glass, sur un livret de Doris Lessing d'après son roman Mariages entre les zones trois, quatre et cinq tiré du deuxième volume du cycle Canopus dans Argos : Archives.
Commande du Théâtre d'État (de) de Heidelberg, la première mondiale de l'œuvre, sous le titre Die Ehen zwischen den Zonen drei, vier und fünf, a eu lieu le 10 mai 1997 sous la direction musicale de Thomas Kalb  et avec un livret traduit en allemand par Saskia Wesnigk-Wood et la première américaine au Merle Reskin Theatre (en) (Université DePaul) de Chicago le 7 juin 2001 sous la direction de Robert Kaminskas,.

## Argument
L'action se situe dans les contrées indéterminées des étranges Zones qui ceinturent la planète Shikasta (une allégorie de la Terre). La Zone Trois, paisible paradis matriarcale qui ne connait ni la guerre ni le chagrin et où hommes et femmes sont égaux, est gouvernée par la douce reine Al lth. La Zone Quatre voisine, hérissée de forteresses et de remparts, peuplée de femmes asservies et en proie au chaos, est sous la coupe du brutal Ben Ata. Obéissant à un ordre venu des dirigeants invisibles et non identifiés de toutes les Zones, la souveraine de la Zone Trois se résigne à épouser le roi soudard de la Zone Quatre. Mais le mariage de ces deux extrêmes opposés risque de déstabiliser l'équilibre de tout l'empire galactique.

## Personnages
- Murti : soprano
- Vashti : soprano
- Al Ith : mezzo-soprano
- Dabeeb : mezzo-soprano
- Sylvan : ténor
- Ben Ata : bariton
- Jarnti : baryton
- Kunzor : basse